# Дитяче фентезі
Дитяче фентезі — піджанр фентезі, що знаходиться на межі фентезі та дитячої літератури. Точне визначення дитячого фентезі в літературознавстві не існує. Як правило, головними героями в цих творах є діти, у яких є унікальні здібності, чарівні речі або союзники, які дозволяють їм здобувати перемогу над грізними противниками. Сюжет часто включає в себе роман виховання.

## Родоначальники жанру
До числа творів-родоначальників жанру літературознавці відносять «Аліса в Країні чудес» (1864) і «Аліса в Задзеркаллі» (1871) Л. Керрола, «Діти води» Чарльза Кінгслі (1863), «Принцеса і гоблін» (1872) Джорджа Макдональда, а також цикл творів Леймена Баума про Чарівну країну.